# OMS Pollux
OMS Pollux er et skib fra Offshore Marine Services ApS (OMS) og blev bygget på værftet som nummer 4224 hos Goole Shipbuilding & Repairing Company Ltd..
OMS er et joint venture, bestående af Niels Winther Co. and Blue Star Line. Pollux blev i 2006 købt fra et rederi i Aberdeen, England.
Skibet bliver brugt til:
- at udforske
- at måle seismisk aktivitet
- at skifte mandskab (fx borplatforme)
- at patrulliere / holde vagt
- at jagte
- at yde bistand
- at ryde olieudslip
- at undersøge havbunden
- miljøovervågning

## Fartøjs detaljer
| Register information | Teknisk information |
| --- | --- |
| - Navn: OMS Pollux (Tidligere: Gramdian Chieftain) - Kaldesignal: OVQO2 - IMO: 7427166 - MMSI: 219008709 (Webside ikke længere tilgængelig) - Skibs type: Cargo - Byggeår: 1976 - Hjemmehavn: Esbjerg | - Længde: 39 m - Bredde: 10 m - Dybde: 4.5 m - BRT: 436 - NT: 130 - Dødvægt: 247 t - Knob: 9.4 knob (gennemsnit) - Pax: 18 passager |